# 溶剂黄7
溶剂黄7是一种常用的偶氮类溶剂染料，化学式C6H5N2C6H4OH，也称为“4-羟基偶氮苯”。